# Saaremetsa
Saaremetsa is een plaats in de Estlandse gemeente Saaremaa, provincie Saaremaa. De plaats heeft de status van dorp (Estisch: küla) en telt 29 inwoners (2021).
Tot in oktober 2017 lag Saaremetsa in de gemeente Laimjala. In die maand werd Laimjala bij de fusiegemeente Saaremaa gevoegd.
Bij Saaremetsa ligt het beschermde natuurgebied Saaremetsa hoiuala (84,8 ha). Ten zuiden van het dorp ligt het meer Saanalaht (18,6 ha).

## Geschiedenis
Saaremetsa werd voor het eerst genoemd in 1922 onder de naam Saaremõisa, een nederzetting op het vroegere landgoed van Saare (Duits: Holmhof). In 1923 heette de nederzetting Saare, in 1945 Saaremetsa. Tussen 1977 en 1997 maakte Saaremetsa deel uit van het buurdorp Saareküla.
Het landgoed Holmhof, gesticht in 1562, was in handen van de staat totdat tsaar Paul I het in 1798 aan de Ridderschap van Ösel (Saaremaa) gaf. Het nog bestaande landhuis ligt op het grondgebied van Saaremetsa. Het is gebouwd op het eind van de 18e en verbouwd in het midden van de 19e eeuw. Na de onteigening door het onafhankelijk geworden Estland in 1919 diende het vele jaren als weeshuis. Het is in particuliere handen.